# Петтерссон, Ларс Карл Иохан
Петтерсон Ларс Карл Иохан (1918 — 1993) — финский учёный-историк архитектуры, профессор, который во время оккупации Карело-Финской ССР во время Великой Отечественной войны, участвовал в инвентаризации и исследовании деревянных церквей и часовен Заонежского полуострова. Эти материалы оказались единственным на сегодня документом, откуда можно почерпнуть сведения об утерянных памятниках церковного зодчества Заонежья, так как из 133 сооружений, обследованных Петтерссоном, по состоянию на 2020 год сохранилось всего 32.

## История описи карельских храмов
Ларс Петтерссон имеет шведское происхождение. Весной 1939 года будучи студентом Хельсинкского университета он представил профессору Онни Окконену свою магистерскую диссертацию на несколько сотен страниц на тему «Архитектура деревянных церквей в Финляндии: ее происхождение, развитие, место в деревянной архитектуре и связь с историческими стилями». Вероятно, Петтерссон с Окконеном хотели превратить этот труд в докторскую диссертацию. Так или иначе, но их планы нарушила начавшаяся в ноябре 1939 года война с Советским Союзом.
В то время Петтерссон был призывником в офицерской школе запаса и уже в январе 1940 года записался добровольцем для участия в войне. Звание магистра получил только в мае 1941 года.
В июне 1941 года между Финляндией и Советским Союзом началась новая война. Петтерссон опять вступил в ряды финской армии. В составе одного из подразделений 7-й армии генерала Хегглунда лейтенант Петтерссон оказался в Карелии. Оккупационные власти начали работу по сбору данных о состоянии культурного наследия в захваченных районах. К этому делу осенью 1942 года был привлечён Петтерссон, занявшийся описью культовых объектов Карелии. Петтерссон писал впоследствии:

«В соответствии с представлением Комиссии по археологии и по приказу главнокомандующего осенью 1942 года меня командировали охранять находящиеся под угрозой уничтожения на территории военных действий памятники культуры, особенно церковные постройки и их движимое имущество. В этой роли я пребывал в Карелии до лета 1944 года. <…> Я начал свою работу с находящейся в северной части Онежского озера территории Заонежского полуострова, где сохранилось особенно много произведений старого церковного искусства. В качестве чертежника ко мне командировали скульптора Ойву Хелениуса, который в течение без малого двух лет путешествовал со мной по разным частям Олонецкой и Беломорской Карелии, когда на судне или лодке, когда верхом, на санях или на случайном транспорте, в армейских грузовиках».
В результате к 1944 году, когда финские войска были выбиты с территории Карелии, архив исследователей насчитывал 2533 негатива, на которых были запечатлены деревянные церкви и часовни, 237 обмерных чертежа наиболее интересных построек, рисунки и акварели О. Хелениуса. Петтерссон составил краткий каталог с описанием всех памятников, собрал устные свидетельства о плотницких и иконописных традициях региона. Всего в его каталог вошли 133 деревянных памятника Заонежья и прилегающих к этому району островов. Итогом исследований военного времени стала двухтомная диссертация Л. Петтерссона «Церковная архитектура Заонежья». В 1950 году на ее основе в Хельсинки под тем же названием была издана монография, уже давно ставшая библиографической редкостью даже в Финляндии и долгое время не переводившаяся в России. Вышедшая в 2020 году книга «Деревянные церкви и часовни Заонежья» исправила ситуацию эту недоработку: ее первую часть составляют полевые материалы 1942—1944 годов (фотографии и рисунки), во второй представлена монография Л. Петтерссона 1950 года, впервые опубликованная на русском языке.